# 역직기

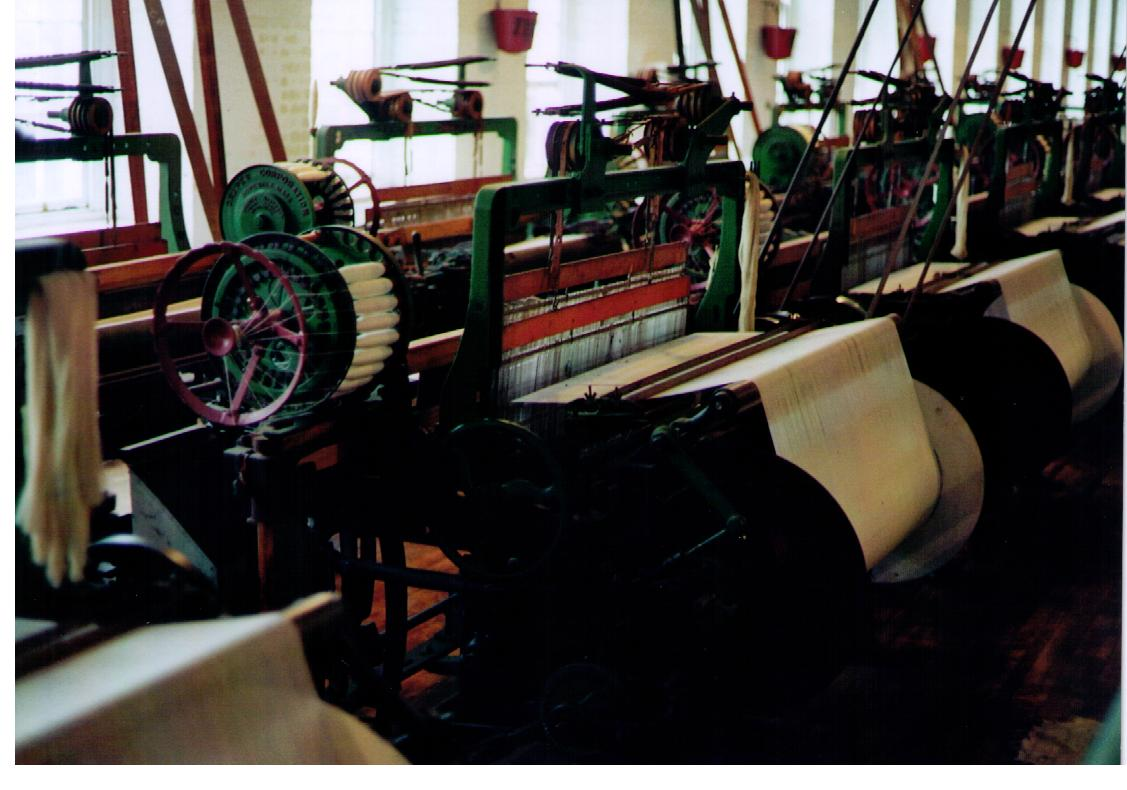
역직기

역직기(力織機)는 1785년 영국인 에드먼드 카트라이트가 발명하였다. 역직기는 지금까지의 수직 직기 대신 직물 생산의 주역이 되어, 산업 혁명을 주도했다.